# Gare des Loges-Saulces
Gare des Loges-Saulces vasútállomás Franciaországban, Les Loges-Saulces településen.

## Vasútvonalak
Az állomást az alábbi vasútvonalak érintik:
- Falaise–Berjou-vasútvonal

## Kapcsolódó állomások
A vasútállomáshoz az alábbi állomások vannak a legközelebb: